# Repubblica Napoletana (1799)
(Vincenzo Cuoco, Saggio storico sulla rivoluzione napoletana del 1799)
La Repubblica Napoletana, anche detta Repubblica Napolitana e, impropriamente, Repubblica Partenopea, fu un'entità statuale proclamata a Napoli nel 1799, ed esistita per alcuni mesi sull'onda della prima campagna d'Italia (1796-1797) delle truppe francesi della Repubblica sorta dalla Rivoluzione.

## Il contesto storico e la nascita

### I giacobini a Napoli
Allo scoppiare della Rivoluzione francese nel 1789 non ci sono immediate ripercussioni a Napoli; è solo dopo la caduta della monarchia francese e la morte per ghigliottina dei reali di Francia (1793) che la politica del Re di Napoli e Sicilia Ferdinando I e della sua consorte Maria Carolina d'Asburgo-Lorena (tra l'altro sorella di Maria Antonietta, e figlia dell'imperatrice d'Austria Maria Teresa) comincia ad avere un chiaro carattere antifrancese e antigiacobino. Il Regno di Napoli aderisce alla prima coalizione  antifrancese e cominciano nel mentre le prime, seppur blande, repressioni sul fronte interno contro le personalità sospettate di "simpatie" giacobine.
Col diffondersi del giacobinismo, su ispirazione del farmacista Carlo Lauberg, nasce nel 1793 la Società Patriottica Napoletana, una società segreta rivoluzionaria ben presto divisa in due fazioni: una fautrice di una monarchia costituzionale (LOMO - Libertà o morte) e un'altra fautrice di una Repubblica democratica (ROMO - Repubblica o morte). Seguono i primi arresti (52) e le prime condanne a morte (8).
Nel 1796 le truppe francesi, guidate dal generale Napoleone Bonaparte cominciano a riportare significativi successi in Italia; le armate napoletane, pur forti di circa 30.000 uomini, il 5 giugno sono costrette all'armistizio di Brescia, e a lasciare ai soli austriaci l'onere della resistenza ai francesi. Nei due anni successivi i francesi continuano a dilagare in Italia; l'una dopo l'altra vengono proclamate delle repubbliche "sorelle", filofrancesi e giacobine (la Repubblica Ligure e la Repubblica Cisalpina nel 1797, la Repubblica Romana nel 1798). Nel frattempo il generale Bonaparte ha lasciato l'Italia tentando la campagna d'Egitto.

### Conquista francese del Regno di Napoli

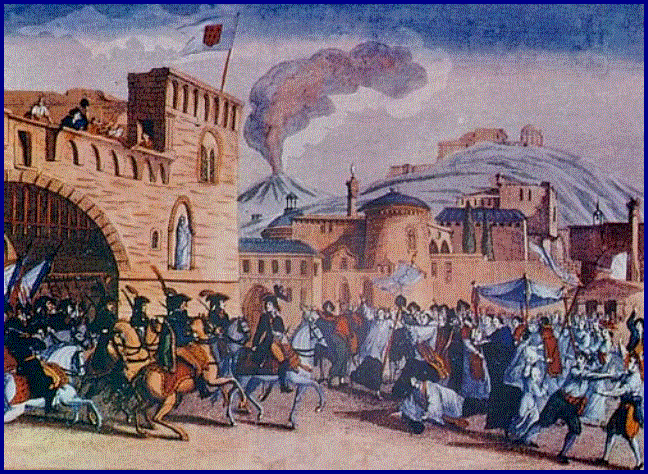
L'esercito francese del generale Championnet entra a Napoli il 23 gennaio 1799.

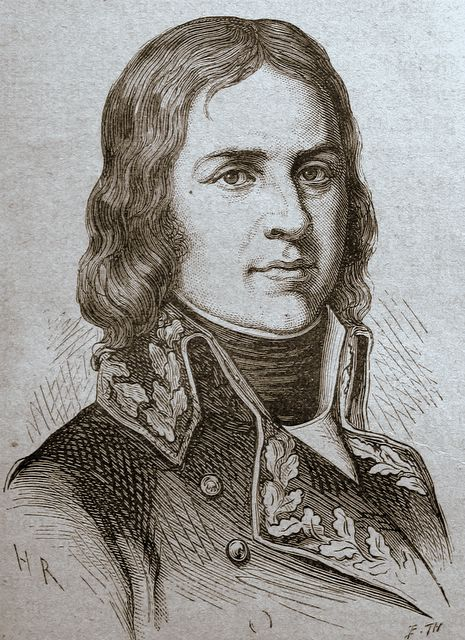
Il generale Jean Étienne Championnet, conquistatore del Regno di Napoli.

Il 23 ottobre 1798, nonostante l'Armistizio di Brescia (poi ratificato nel Trattato di Parigi), con Napoleone Bonaparte in Egitto e i francesi a Roma, il Regno di Napoli entrava nuovamente in guerra con i francesi, con l'appoggio della flotta inglese comandata dall'ammiraglio Horatio Nelson, vincitore della Battaglia navale di Abukir.
L'Esercito napoletano, forte di 70.000 uomini reclutati in poche settimane e comandato dal generale austriaco Karl Mack von Leiberich entrò nella Repubblica Romana con l'intenzione dichiarata di ristabilire l'autorità papale.
Dopo solo 6 giorni il Re Ferdinando IV Borbone di Napoli arrivò a Roma, dove atteggiandosi a conquistatore fu oggetto delle ironie locali, ma una immediata e risoluta controffensiva della francese Armata di Napoli del generale Jean Étienne Championnet sbaragliò rapidamente l'Esercito napoletano alla battaglia di Civita Castellana ed i borbonici furono costretti alla ritirata che ben presto si trasformò in rotta.
Il Re Ferdinando IV Borbone di Napoli tornò precipitosamente a Napoli, e il 21 dicembre 1798 s'imbarcò di nascosto sulla HMS "Vanguard" dell'ammiraglio Horatio Nelson con tutta la Famiglia Reale e John Acton, in fuga verso Palermo (portandosi dietro, tra l'altro, il denaro dei Banchi).
Venne affidato al Marchese di Laino Francesco Pignatelli l'incarico di Vicario Generale e da questi fu dato ordine di distruggere la Flotta, che venne incendiata.
Seguirono alcuni giorni di confusione e di caos.
Mentre gli Eletti del Popolo rivendicarono il diritto di rappresentare il Re Ferdinando IV Borbone di Napoli, l'11 gennaio 1799 il Marchese Pignatelli concluse, a Sparanise, un gravoso Armistizio col generale Championnet.
Alla notizia della capitolazione il popolo di Napoli e di parte delle Province insorse violentemente in funzione antifrancese: è la rivolta dei cosiddetti lazzari, che oppose una forte resistenza all'avanzata francese.
Il Vicario Generale abbandonò la città, ormai in preda al caos, il 17 gennaio 1799.
Nel frattempo nella città scesero però in campo anche i repubblicani, i giacobini e i filofrancesi e si giunse alla guerra civile: il 20 gennaio 1799 i filofrancesi riuscirono con uno stratagemma a entrare nella fortezza di Castel Sant'Elmo, da cui aprirono il fuoco sui lazzari che ancora contendevano l'ingresso della città ai francesi.
Cannoneggiati alle spalle, furono costretti a disperdersi e il generale Championnet riuscì a schiacciare la resistenza: circa 3.000 popolani antifrancesi furono uccisi negli scontri.
Al patrimonio artistico napoletano i francesi imposero un durissimo colpo.
Nel 1799 con l'arrivo a Napoli dei francesi e la breve istituzione della Repubblica Napoletana il danno fu enorme.
Temendo il peggio, l'anno precedente il Re Ferdinando IV Borbone di Napoli aveva già trasferito a Palermo 14 capolavori.
I soldati francesi depredarono, infatti, numerose opere:
dei 1.783 dipinti che facevano parte della Collezione Borbonica, di cui 329 della Collezione Farnese e il restante composto da acquisizioni borboniche, 30 furono destinati alla Repubblica Napoletana, mentre altri 300 vennero venduti, in particolar modo a Roma.
Diverse opere d'arte presero la via della Francia a causa delle spoliazioni napoleoniche al "Musée Napoléon", ovvero l'attuale "Museo del Louvre", e poi in altri Musei francesi.

### Proclamazione della Repubblica
Il 23 gennaio, con l'approvazione e l'appoggio del comandante dell'esercito francese, viene proclamata la Repubblica Napoletana. Nasce un governo provvisorio di venti membri, poi portato a venticinque, tra cui Carlo Lauberg (il primo Presidente), Ignazio Ciaia (suo successore dalla fine di febbraio), Ercole D'Agnese (terzo Presidente) il giurista lucano Mario Pagano, Melchiorre Delfico, Domenico Cirillo e Pasquale Baffi, Cesare Paribelli. Il governo si articola in sei Comitati (Centrale, Militare, Legislazione, Polizia Generale, Finanza, Amministrazione Interna), che poi formano l'Assemblea Legislativa ed esercitano il potere esecutivo in attesa dell'organizzazione definitiva del governo. Nei giorni successivi, tra gli altri provvedimenti, viene ordinato che tutti i tribunali, gli organi civili, amministrativi e militari sino ad allora regi si dichiarino repubblicani. Il 2 febbraio si pubblica il primo numero del Monitore Napoletano, il giornale ufficiale del governo provvisorio, diretto da Eleonora Pimentel Fonseca, una letterata in passato vicina all'ambiente di corte. Vedono la luce molti altri fogli, ma la loro fortuna sarà limitata anche a causa del diffuso analfabetismo. Il 12 febbraio viene pubblicato il Catechismo ufficiale della Repubblica Napoletana, con il compito di educare i sudditi a divenire cittadini. Il "Catechismo nazionale pe'l cittadino" fu redatto dal canonico Onofrio Tataranni, dopo aver vinto il primo premio indetto dal governo provvisorio. Sempre a Napoli verrà pubblicato il Catechismo repubblicano per l'istruzione del popolo, e la rovina de'tiranni, alla cui diffusione si adoperò il vescovo Michele Natale.

## La vita e la caduta

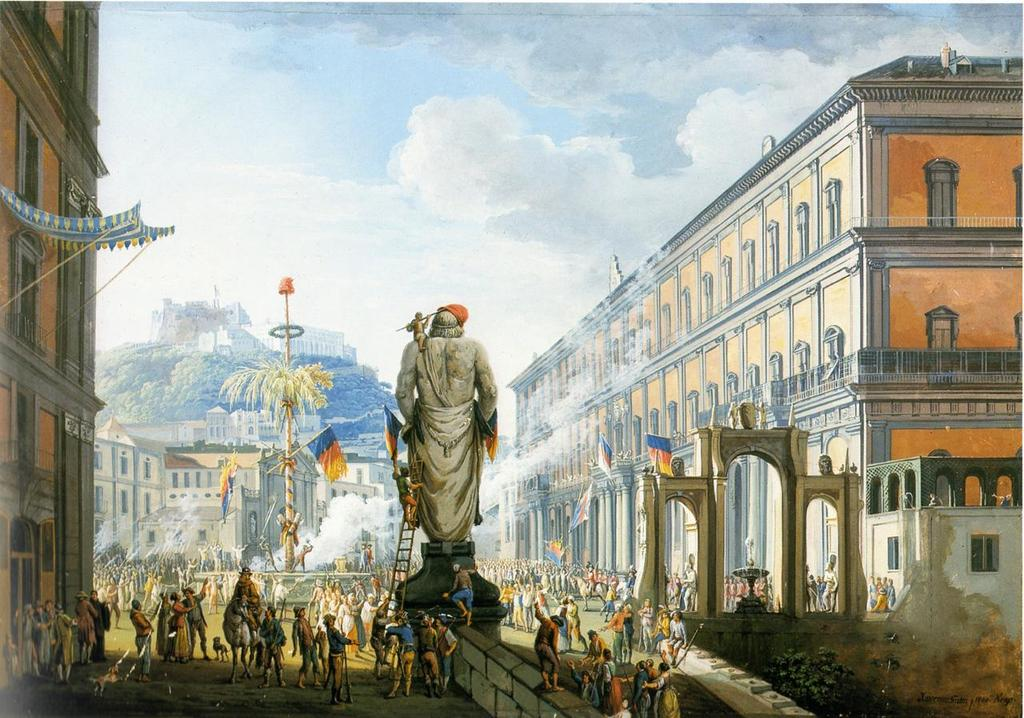
L'albero della libertà, eretto durante la repubblica, è abbattuto dai sanfedisti, dopo la caduta della Repubblica Partenopea. Il quadro, del 1800, è di Saverio della Gatta e si intitola La distruzione dell'albero della libertà a Largo di Palazzo (Piazza del Plebiscito).

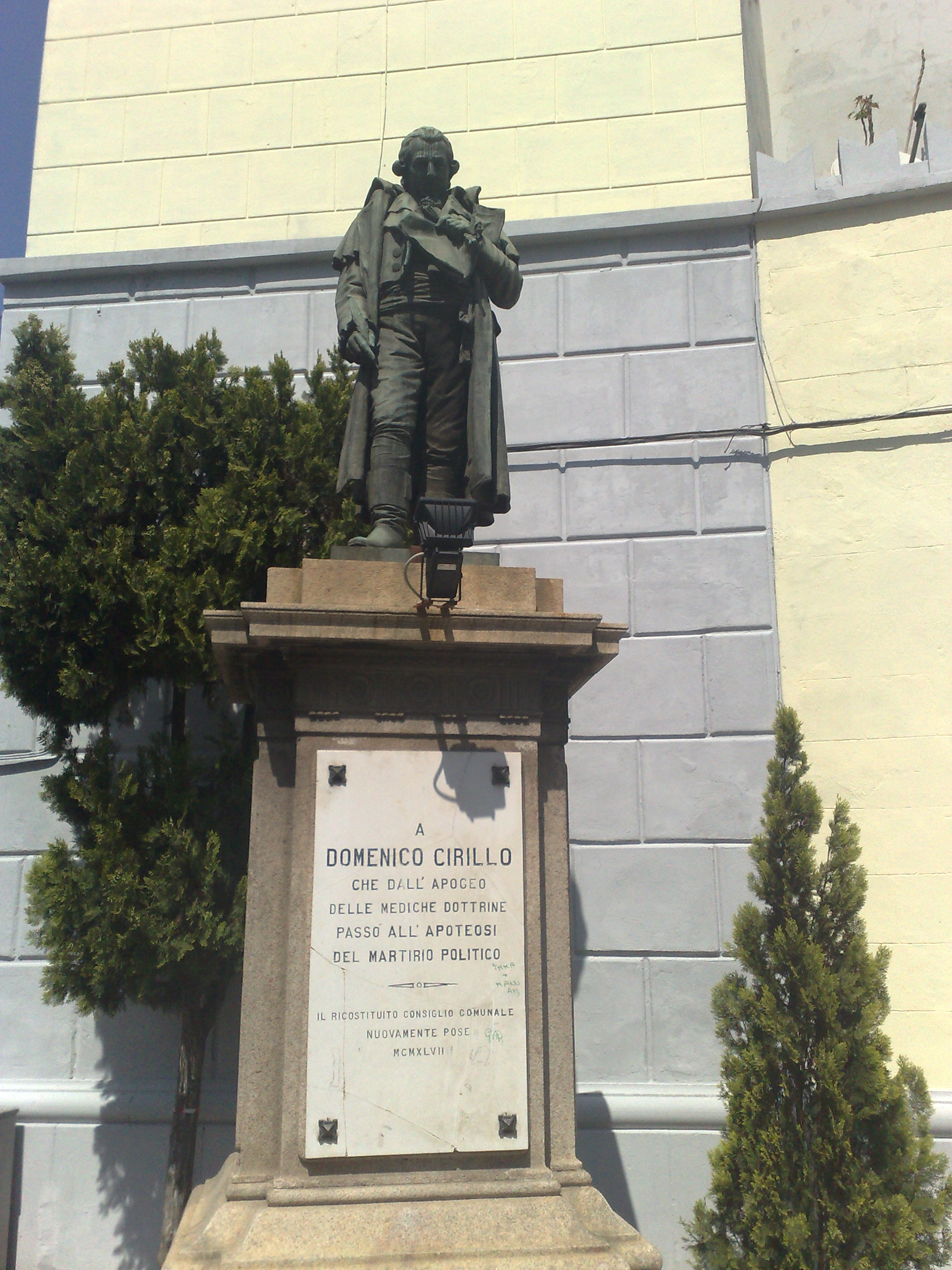
Statua di Domenico Cirillo, martire della Repubblica napoletana

La vita della neonata Repubblica è difficile fin dagli inizi: manca l'adesione popolare e quella delle province non occupate dall'esercito francese; sebbene i repubblicani siano spesso personalità di grande rilievo e cultura, appaiono anche eccessivamente dottrinari e lontani dalla conoscenza dei reali bisogni del popolo napoletano. Inoltre la Repubblica ha un'autonomia estremamente limitata, sottoposta di fatto alla dittatura di Championnet e alle difficoltà finanziarie causate principalmente dalle richieste dell'esercito francese costantemente in armi sul suo territorio. Non si riuscirà mai a costituire un vero e proprio esercito ottenendo solo limitati successi nella democratizzazione delle province.
A questo si aggiunge una repressione spietata e sanguinaria contro gli oppositori del regime che certo non aiuta a conquistare le simpatie popolari; difatti durante i pochi mesi della repubblica moltissime persone vengono condannate a morte e fucilate dopo sommari processi politici.
Il primo governo provvisorio emana una sola legge importante, di cui fu promotore uno dei componenti dell'esecutivo, Giuseppe Leonardo Albanese, ed è quella per l'abolizione dei fedecommessi e le primogeniture (29 gennaio 1799). Il 1º aprile viene presentata una bozza di Costituzione, realizzata da Mario Pagano. Ricalcata sul modello della Costituzione francese del 1795, come tutte le altre costituzioni delle cosiddette "repubbliche giacobine" sorte in Italia tra il 1796 ed il 1799, la Costituzione partenopea presenta tuttavia alcuni caratteri di originalità. Il più lampante è l'istituto dell'Eforato, una sorta di organo di legittimità costituzionale (una corte costituzionale ante litteram). La carta elaborata da Pagano non troverà applicazione a causa della breve vita della Repubblica.

Durante l'occupazione francese e nell'ambito delle spoliazioni napoleoniche, vennero individuate diverse opere dagli scavi di Pompei ed Ercolano dal generale Jean Étienne Championnet per essere inviate in Francia al Louvre, come risulta da una missiva inviata al direttorio il 7 ventoso anno VII (25 febbraio 1799):
Il 25 aprile viene approvata la legge di eversione della feudalità, sulla base di criteri relativamente radicali, ma anch'essa non potrà avere un principio di attuazione in conseguenza del repentino crollo della Repubblica.
Nel frattempo, nel resto delle province, la situazione comincia a precipitare. Il cardinale Fabrizio Ruffo è sbarcato il 7 febbraio in Calabria con l'assenso regio e pochi compagni, riuscendo a costituire in poco tempo un'armata popolare (l'Esercito della Santa Fede) e a impadronirsi rapidamente della regione e quindi della Basilicata e delle Puglie. Nell'esercito di Ruffo militarono anche diversi briganti come Fra Diavolo, Panedigrano, Mammone e Sciarpa, che si distinguono con metodi feroci e sanguinari, tant'è che lo stesso Ruffo ne rimane amareggiato e non riesce a placare del tutto la loro efferatezza.

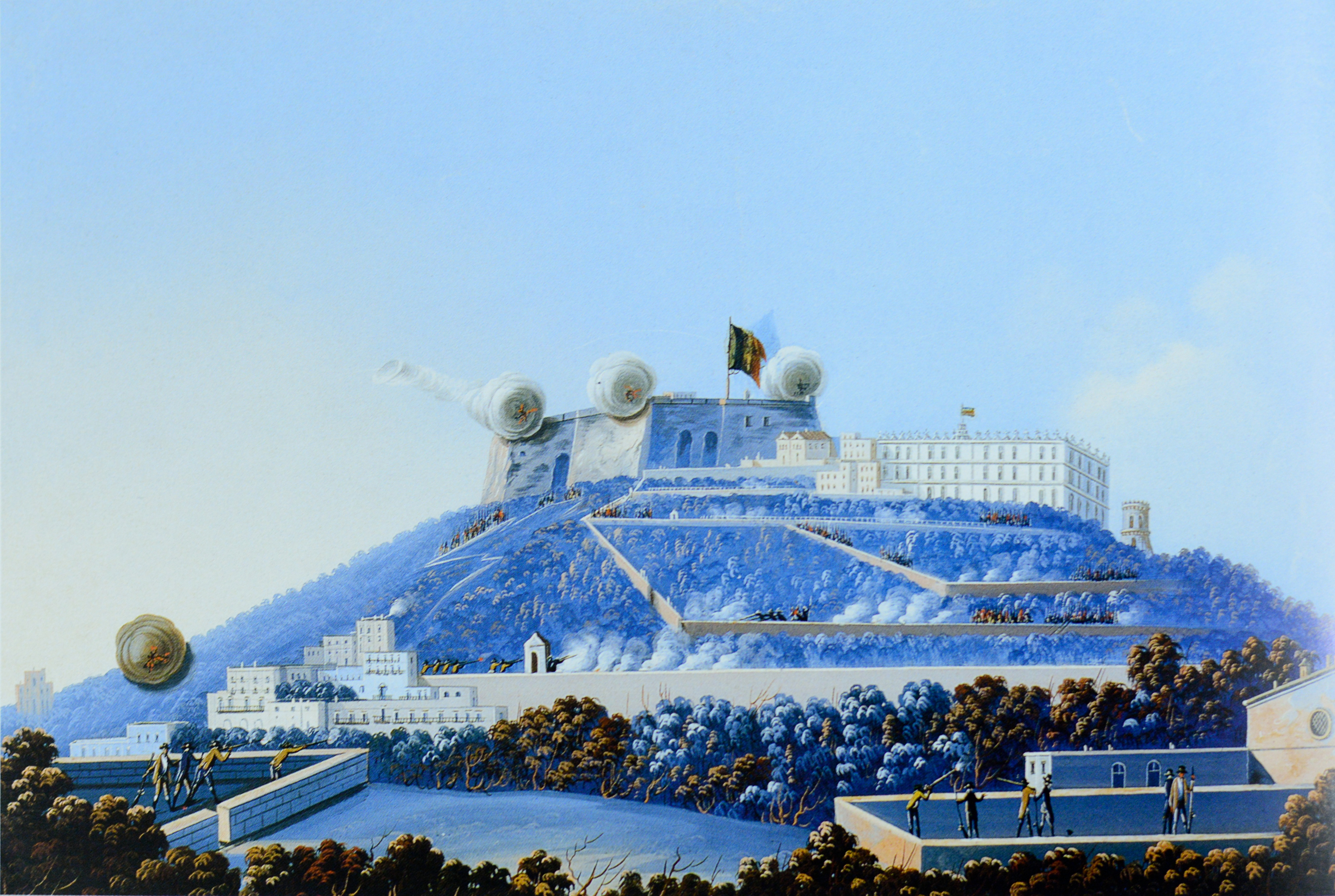
La presa di Sant'Elmo del 1799

In quei frangenti, una squadra navale inglese tenta la conquista dal mare, ma dopo una breve occupazione dell'isola di Procida è costretta alla ritirata dalle navi comandate dall'ammiraglio Francesco Caracciolo, un ex ufficiale della marina borbonica.
Successivamente, nell'aprile, in seguito alle sconfitte subite dalle truppe francesi in Italia settentrionale a opera degli Austro-Russi (mentre Napoleone è bloccato in Egitto dalla distruzione della sua flotta per mano di Horatio Nelson nella baia di Abukir), i francesi sono costretti a ritirarsi prima dalle province e in seguito (il 7 maggio) da Napoli. I repubblicani tentano di difendersi da soli contro l'armata sanfedista che giunge da Sud, ma il 13 giugno la città è raggiunta e viene riconquistata dalle armate del cardinale Ruffo nell'ultima battaglia al Ponte della Maddalena e nonostante la strenua resistenza del Forte di Vigliena. Pochi giorni dopo, tra il 18 e il 22 giugno si arrendono gli ultimi forti cittadini in mano ai repubblicani: Castel dell'Ovo, Castel Nuovo e Castel Sant'Elmo. Pescara, dove già da gennaio era stato proclamato un Consiglio supremo temporaneo presieduto da Melchiorre Delfico, fu l'ultima città giacobina ad arrendersi all'armata borbonica il 30 giugno.
Nel 1801 le truppe borboniche del conte Ruggero di Damas che tentano di raggiungere la Repubblica Cisalpina sono sconfitte nel combattimento di Siena il 14 gennaio (secondo altre fonti il 13 o il 16) dai gen. Miollis e Pino segue quindi l'armistizio di Foligno il 18 febbraio 1801 firmato da Gioacchino Murat per le truppe francesi e da Damas per i napoletani, cui fece poi seguito la pace di Firenze che conferma ufficialmente il Regno di Napoli alla dinastia borbonica. Tale rimarrà fino al 1806, quando le truppe Napoleoniche apriranno a Napoli una nuova "parentesi francese", monarchica, di circa dieci anni e perciò detta Decennio francese.

## La restaurazione borbonica

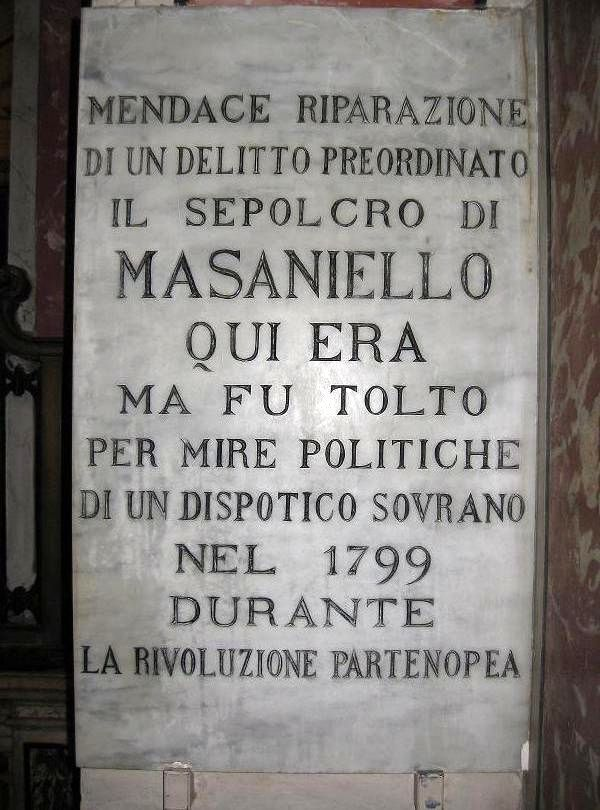
Al suo rientro a Napoli, Ferdinando IV fece disperdere i resti di Masaniello, che era sepolto nella basilica del Carmine. Masaniello era stato adottato come simbolo dai repubblicani.

Ottenuta la resa dei repubblicani, restava da decidere come trattare le centinaia di persone che avevano partecipato al governo di Napoli durante l'occupazione francese. Erano state diverse centinaia le persone che avevano prestato servizio alla Repubblica napoletana. Dal punto di vista giuridico la loro posizione era molto difficile. Siccome la Repubblica napoletana non era stata riconosciuta ufficialmente (lo stesso governo francese aveva rimandato indietro, senza riceverla, una delegazione inviata allo scopo di ottenerne il riconoscimento), essi non erano considerati prigionieri di guerra (con tutte le garanzie connesse). Rischiavano pertanto di essere giudicati da un tribunale penale come traditori. Il reato di tradimento era punito con la condanna a morte. Ai repubblicani trincerati in Castel Sant'Elmo, il Comandante Generale del Re, Fabrizio Ruffo, offrì una "onorevole capitolazione", concedendo loro di optare per la fuga, imbarcandosi o seguendo le guarnigioni francesi, che avevano già abbandonato la città. Ma appena questo accordo fu sottoscritto ed accettato anche dai comandanti delle truppe regolari presenti all'assedio (comandanti delle navi inglesi e di alcuni contingenti russi e turchi), Ferdinando IV e la regina Carolina, sentendosi forti dell'appoggio inglese, lo esautorarono dal comando. I reali e il capo del gabinetto, Giovanni Acton, sapevano di poter contare sulla assoluta obbedienza dell'ammiraglio inglese Lord Orazio Nelson, notoriamente succube di Emma Hamilton e quindi della regina Maria Carolina. La repubblica fu poi dichiarata decaduta l'8 luglio dal re Ferdinando IV di Borbone.
Nei mesi seguenti, con una giunta nominata da Ferdinando, cominciarono dunque i processi contro i repubblicani: su circa 8 000 prigionieri, 124 vennero mandati a morte (si veda l'elenco dei repubblicani napoletani giustiziati nel 1799), 6 furono graziati, 222 condannati all'ergastolo, 322 a pene minori, 288 alla deportazione e 67 all'esilio. Tra i condannati vi erano alcuni tra i nomi più importanti della classe nobiliare, borghese e intellettuale di Napoli, provenienti da diverse province meridionali, che avevano dato il loro appoggio alla Repubblica; tra questi il
giurista Ercole D'Agnese, Nicola Pacifico, Pasquale Baffi, Mario Pagano, Cristoforo Grossi, Eleonora Pimentel Fonseca, Luisa Sanfelice, Ignazio Ciaia, Nicola Palomba, Domenico Cirillo, Giuseppe Leonardo Albanese, Vincenzio Russo, Francesco Caracciolo, Ettore Carafa, Michele Granata, Gennaro Serra di Cassano, Niccolò Carlomagno, il vescovo Michele Natale giustiziati, Giustino Fortunato senior, evaso dal carcere, e Vincenzo Cuoco, condannato all'esilio, pena in cui incorse anche il vescovo Bernardo della Torre, vicario generale dell'arcidiocesi di Napoli.
Il meridionalista Giustino Fortunato ricorda così i giustiziati della Repubblica napoletana:
(I giustiziati di Napoli del 1799)
La feroce repressione della Repubblica napoletana e lo sterminio dei patrioti che in essa avevano svolto funzioni di governo, partecipato alla attività legislativa educativa ed economica e prestato la loro opera per difenderla furono una delle maggiori tragedie della storia italiana, talvolta dimenticata. Il primo studioso italiano a dare di essa un inappellabile giudizio storico e morale fu lo storico e filosofo Benedetto Croce, secondo il quale la perfidia dei sovrani e di Nelson destarono una forte impressione non solo in Italia e in Francia, ma anche in Inghilterra, dove Charles Fox pronunciò un acceso discorso alla Camera contro il comportamento dell'ammiraglio.

Così scriveva Benedetto Croce, che continuava identificando i responsabili della sanguinosa repressione: 

Il giudizio sui primi due è senza appello: 

La regina Maria Carolina è giudicata 

Per l'ammiraglio inglese c'è l'attenuante (se tale si può considerare) che 
(B. Croce, La repubblica napoletana del 1799, pp. XV-XVII; cfr. anche Filippo Ambrosini, L'albero della Libertà. Le Repubbliche giacobine in Italia 1796-99, Edizioni del Capricorno, Torino 2014, pp. 242-247)

## Assemblea de' Rappresentanti Nazionali Provvisoria
Il Generale in Capo dell'Armata di Napoli, Jean Antoine Étienne Vachier detto Championnet, con proprio Decreto del 4 Piovoso Anno 7 (ossia del 23 gennaio 1799) della Repubblica Francese (Direttorio) ordina la creazione dell' "Assemblea de' Rappresentanti Nazionali Provvisoria", divisa in 6 "Comitati":
1. Comitato Centrale
2. Comitato di Legislazione (della Legislazione)
3. Comitato di Polizia Generale (di Giustizia e di Polizia)
4. Comitato Militare (della Guerra)
5. Comitato di Finanze (delle Finanze)
6. Comitato d'Amministrazione Interiore (dell'Interno)

nominando i seguenti 25 "Rappresentanti":
1. Raimondo di Gennaro
2. Nicola Fasulo
3. Ignazio Ciaja
4. Carlo Lauberg
5. Melchiorre Delfico
6. Girolamo Pignatelli, ex‑Principe di Moliterno
7. Domenico Bisceglia
8. Mario Pagano
9. Giuseppe Abbamonti
10. Domenico Cirillo, sostituito per rinuncia con Giuseppe Logoteta
11. Domenico Forges Davanzati
12. Vincenzo Porta
13. Raffaele Doria
14. Gabriele Manthoné
15. Giovanni Riario
16. Cesare Paribelli
17. Giuseppe Leonardo Albanese
18. Pasquale Baffi
19. Francesco Pepe
20. Prosdocimo Rotondo

I 25 "Rappresentanti" erano così distribuiti nei "Comitati":
Comitato Centrale:
1. Presidente: Carlo Lauberg
2. Membro: Domenico Bisceglia
3. Membro: Cesare Paribelli
4. Membro: Jean Bassal
5. Membro: Ignazio Ciaja
  - Segretario Generale: Marc-Antoine Jullien de Paris

Comitato della Legislazione (di Legislazione):
1. Presidente: Mario Pagano
2. Membro: Domenico Forges Davanzati
3. Membro: Giuseppe Leonardo Albanese
4. Membro: Giuseppe Logoteta
  - Segretario: Luigi Rossi

Comitato di Giustizia e di Polizia (di Polizia Generale):
1. Presidente: Nicola Fasulo
2. Membro: Giuseppe Abbamonti
3. Membro: ?
4. Membro: ?
  - Segretario: Alessandro Petrucci

Comitato della Guerra (Militare):
1. Presidente: Gabriele Manthoné
2. Membro: Raffaele Doria
3. Membro: Girolamo Pignatelli
4. Membro: ?
  - Ministro della Guerra: Jacques Philippe Arcambal
  - Segretario: ?

Comitato delle Finanze (di Finanze):
1. Presidente: Prosdocimo Rotondo
2. Membro: Vincenzo Porta
3. Membro: Giovanni Riario
4. Membro: Melchiorre Delfico
  - Segretario: ?

Comitato dell'Interno (d'Amministrazione Interiore):
1. Presidente: ?
2. Membro: Pasquale Baffi
3. Membro: Raimondo di Gennaro
4. Membro: ?
  - Segretario: ?

## Divisione amministrativa
La divisione amministrativa della Repubblica Napolitana fu effettuata con la Legge del 21 Piovoso Anno 7 (ossia del 9 febbraio 1799) "concernente la divisione del Territorio continentale della Repubblica Napolitana" e seguenti per le divisioni dei:
- 11 Dipartimenti in:
  -  ??? Cantoni in :
    -  ?? Sotto-Cantoni in:
      -  ??? Comuni[18].

| Dipartimenti (Capoluogo)            | Cantoni (Capoluogo) | Sotto-Cantoni (Capoluogo) | Comuni |
| ----------------------------------- | --- | --- | --- |
| nº 1 "della Pescara" (L'Aquila)     | 16 Cantoni: 1.1º Civitella del Tronto 1.2º Teramo 1.3º Atri 1.4º Chieti 1.5º Amatrice 1.6º Civita di Penna 1.7º Ofena 1.8º Solmona 1.9º Leonessa 1.10º Introdoco 1.11º Aquila 1.12º Popoli 1.13º Celano 1.14º la Scurgola 1.15º Carsoli 1.16º Tagliacozzo | 4 Sotto-Cantoni: 1.4Aº: Chieti (Città) 1.4Bº: Chieti (Rurale) 1.11Aº Aquila (Città) 1.11Bº Aquila (Rurale)                      | ??? Comuni: 1.1º: Controguerra, Colonnella, Teramo, Corropoli, Neretto, San Gilio, Sant'Omero, Tortoreto, Cerqueto, Faraone, Poggio Morello, Macchia, Rocchetta, Bellanti, Montone, Giulia Nova, Giovannella, Campli, Mosciano, Sette Frati, Ripatone, Sansonetto, Toricella, Magliano. 1.2º: Teramo, Cologna, Viso, Collevecchio, Morra, Montepagano, Notaresco, Collevecchio Basso, Guardia fumana, Canzano, Morricone, Forcella, Bisegna, Borgonovo, Casanova, Campotosto, Fornarolo, Rapino, Rocca di Rosetto, Montorio, Ajello, Ombrecchio, Senarico. 1.3º: Atri, Mosciano, Montegualtieri, Cellino, Silvi, Basciano, Scorrano, San Vittorino, Leognano, Penna Sant'Andrea, Bozza, Baccuco Sotto, Civita Sant'Angelo, Castiglione, Posticcia, Petto, Brisento, Isola, le Castella, Apignano, Montesecco, Costrolento, Cipresso. 1.4Aº: Chieti. 1.4Bº: Monte Silvano Spoltore, Pescara, Francavilla, Vicolo del Conte, Moscusto, Villa Caprara, Ripa Teatina, Carpineto, Rosciano, Villamaina, Alanno, Civitella della Bazia, Pianella, Castignano, Casale, Bocchianico, Pugnolo, Nocciano, Casanova, Celera, Bello, Civita Aquana, Santa Maria d'Aragona, Corvara, Petronico, Valva, Turri, Cusano, Solfandra, Serra Monacchiesta, Manupello. 1.5º: Amatrice, Aspelonga, Popplito, Grisano, Forcella, Accumulo, Gerbone, Pretalta, Stornazzano, Villanova, Santojanni, Fornesco, Roccasalle, San Lorenzo, Poggio di Valle, Villa Conca, Saletta, Bocca di Bisceglia, Sant'Angelo, Colle Moresco, San Justa, Villa Scai, Cancello. 1.6º: Civita di Penna, Toltea, Vene, Nereto, Fano, Cerqueto, Intromesole, Isola, Pietra Gamela, Fano d'Adriano, San Pietro, Baccuco Sopra, Collecorvino, Loreto, Farinola. 1.7º: Ofena, Santa Maria Tramonti, Rocca di Colaccio, Colle del Monte, Barisciano, Calascio, Collevecchio, Poggio, Piscenza, Bariscianella, Collenuovo, Sandemetrio, Fanpio Ansidonia di Prata, la Pagliara, Carapelli, Castiglione, Capistrano, Sansonesco, Stiffe, Ripa di Fagnano, Ruscio, Campana, Bominaco, Caporciano, Retenga, Fontecchio, Navelli, Santa Maria del Pane, Petrura, San Pietro, Collepietro, Busso, San Benedetto, Perillis, Acciano, Molina. 1.8º: Sulmona, Viltorito, San Spirito, Subrego, Pratola, Piezzo, Orsa, Rocca Sala, Colle d'Ieri, Rojano, Villanova, Bugnara, Anversa, Colle di Valva, Introdacqua, Canzano, San Pietro, Tescino, Pettorano, Frattura, Falce Oscura, Tavara. 1.9º: Leonessa, Albareto, Civita Reale, San Salo, Lisciano, Civitella, Santa Lucia, Carpineto, Sant'Angelo di Tentone, Larinto, Capitignana, Ogua, Macchia, Lione, Paterno, Sigilo, Cucoli, Montreale, Castiglione, Paganica. 1.10º: Civita Ducale, Cantalice, Colle Sant'Angelo, Lugnano, Introdoco, Cesara, la Posta, Borbona, Cagnano, Majano, Forcella, Cesa, Scopplitto, Rocca di Fondi, Borghetto, Staffoli, Capradosso, le Grotte, San Giovanni in Valle. 1.11Aº: Aquila. 1.11Bº: Rovere, Rocca di Cagno, Rocca di Mezzo, Frateavignone, Angelo, San Martino, Casamaina, Cosentina, Ocra, Fossa, Civita di Bagno, Lucoli, Torninparte, Poggio di Santa Maria, Bagno, Pianola, Montecchio, Rojo, Sassa, Civita Tomassa, Onda, Bazzano, Piscenza, Pischio, Villa Paganica, Sileto, Camerda, Assergo, Vasteo, Intempera, Aragno, Colle Brincioni, San Vittorino, Arischia, Pizzoli, Tavarette, Porcinaro, Peticino. 1.12º: Popoli, San Valentino, Luco, Albarella, Letto, Liberatore, Rapino, Cantalupo, Roccamorice, Tocco, Mosegliano, Paterno, Santo Spirito, Caramanico, Salle, San Pellino, Colle Rocco, Pentima. 1.13º: Celano, Tione, Goriano delle Valli, Galiano, Avindole, Secenaro, Santo Spirito, Collevecchio, San Cona, Ajello, Paterno, Circhia, Collearmeno, Villa Simboli, Pescina, Villa Careto, Ortona, Colle di Venere, Archi, Scanno, San Sebastiano, Gioja, Bisegna, Ortacchio, Lecce, Collelungo, Villa Lunga. 1.14º: la Scurgola, Marano, Massa Corona, Forma, Massa infra, Magliano, Alba, Castelnuovo, Antresciano, Capelle, Cese, Avezzano, Petrella, Corcumello, Cappadocia, Pagliara, Castel del Fiume, Capestrello, Pescocanale, Canistro, Luco, Civita d'Antino, Trasacco, Morrea, Civitella di Roveto, Molta di Roveto, Marino, Rendenera, Rocca di vivo. 1.15º: Casoli, Petrella, Borgo San Pietro, Poggio, Pomponese, Marcri, Rocca Odorisi, Gamagna, Gergenti, Cicoli, Macchia, Tondicoda, Veruti, Timone, Ruffo, Pietra secca, Poggio, Ginolfo, Oricoli. 1.16º: Tagliacozzo, Torre di Taglia, Collefecato, Cerbara del Conte, Monardo, Spedino, Sant'Anatolia, Turano, Risciolo, Ziofrini, Castelvecchio, Santo Stefano, Scanzano, San Donato, Poggio Filippo, Colle, Rocca di Cervo, Villa Romana, Peretto, Rocca di Botte, Rocca di Mezzo, Rocca Santo Stefano, Verecchia. |
| nº 2 "del Garigliano" (San Germano) | 15 Cantoni | - | |
| nº 3 "del Volturno" (Capua)         | 18 Cantoni | - | |
| nº 4 "del Monte Vesuvio" (Napoli)   | 8 Cantoni: 4.1º Napoli 4.2º Pozzuoli 4.3º Secondigliano 4.4º Barra 4.5º Torre del Greco 4.6º Torre dell'Annunziata 4.7º Ischia 4.8º Procida | 7 Sotto-Cantoni: 4.1Aº Montelibero 4.1Bº Colle-Giannone 4.1Cº Sebeto 4.1Dº Sannazzaro 4.1Eº Masaniello 4.7Aº Ischia 4.7Bº Forio | 35 Comuni: 4.2.1º Pozzuoli 4.2.2º Fuorigrotta 4.2.3º Santostrato 4.2.4º Soccavo 4.2.5º Pianura 4.3.1º Secondigliano 4.3.2º Chiajano 4.3.3º Pollica 4.3.4º Marianella 4.3.5º Piscinola 4.3.6º Miano 4.4.1º Barra 4.4.2º San Giovanni a Teduccio 4.4.3º Ponticelli 4.4.4º Santo Jorio 4.4.5º Portici 4.4.6º San Sebastiano 4.4.7º Massa 4.4.8º Pollena 4.4.9º Trocchia 4.5.1º Torre del Greco 4.5.2º Resina 4.6.1º Torre dell'Annunziata 4.6.2º Bosco Pompeo 4.6.3º Bosco Tre Case 4.7A.1º Barano 4.7A.2º Testaccio 4.7A.3º Morapano 4.7A.4º Fontana 4.7A.5º Serrano 4.7B.1º Lacco 4.7B.2º Panza 4.7B.3º Rufano 4.7B.4º Casamicciola 4.8.1º San Cataldo |
| nº 5 "del Sangro" (Lanciano)        | 16 Cantoni | - | |
| nº 6 "dell'Ofanto" (Foggia)         | 14 Cantoni | - | |
| nº 7 "del Sele" (Salerno)           | 13 Cantoni | - | |
| nº 8 "dell'Idro" (Lecce)            | 14 Cantoni | - | |
| nº 9 "del Bradano" (Matera)         | 12 Cantoni: 9.1º Matera 9.2º Altamura 9.3º Molfetta 9.4º Bisceglie 9.5º Trani 9.6º Barletta 9.7º Montepeloso (Irsina) 9.8º Potenza 9.9º Marsico Nuovo 9.10º Monte Muro 9.11º Sigliano 9.12º Pisticci                                                      | - | |
| nº 10 "del Crati" (Cosenza)         | 10 Cantoni: 10.1º Cosenza 10.2º Corigliano 10.3º Cirò 10.4º Acri 10.5º Castrovillari 10.6º Tursi 10.7º Castel Saracino 10.8º Lauria 10.9º Belvedere 10.10º Belmonte                                                                                       | - | 223 Comuni: 10.1º: Cosenza, Mandicino, Tessano, Carolei, Depignano, Domanico, Grimaldo, Paterno, Donnicisoprani, Faglino, Aprigliano, La Serra, Pedaci, Pietrafitta, Spezzano Piccolo, Spezzano Grande, Mennito, Celico, Acquafredda, San Pietro, Pietra Focara, Rosi, Luzzi, Lattarico, La Regina, Montalto, San Maria della Rota, Argentina, Anoja, Vaccarizzo, San Fili, Ronde, Marano piccolo, Marano grosso, Castelfranco e Cerisano (38 comuni). 10.2º: Corigliano, Rossano, Paduli, Forestieri, Crosia, Libaro, Parella, Amra, Aliparto, San Giovanni Palagonia, San Lorenzo, San M. di Lugaria, Polvereto, Ferola, Serralonga, S. Cosmo, Lavonia, Langari, Serra della Castagna (19 comuni). 10.3º: Cirò, Melissa, S. Nicola, Strongoli, Casabuono, Cinga, Verzino, Umbrischio, Campana, Rocchigliano, Fragnito, Longobasso, Cropalati, S. Angelo, Serra dell'Alimena, Caloviti, Pietraparla, Caloppizzati, S. Maurello, Cariati, Terra vecchia e Crucoli (22 comuni). 10.4º: Acri, Arvicate, S. Mauro, Spazzano, Polinara, Terranuova, S. Angelo, Castello, Pronito, Accomonte, Acquaformosa, S. Donato, Policastriello, Matta Felone, S. Agata, Malvito, Roggiano, Faggiano, S. Marco, S. Maria della Matina, Cerzito, Albanese, S. Martino, Forano, S. Giacono, Celso, Bisignano e Grotili (28 comuni). 10.5º: Castrovillari, Cassano, Casalnuovo, Francavilla, Trebisacce, Platici, Cerchiara, S. M. di Celerità, La Face Maracio, Frascinella, Civita, Porcile, S. Basile, Saracina, Lungro, Fumo, Ciparso e Ponte Lelio (18 comuni). 10.6º: Tursi, Poliano, Anglona, Colombrano, Favali, Rotonda, Rotondella, S. Marina, S. Giorgio, Certosino, Casalnuovo, S. Costantino, Orivolo, Farneta, Castro, Regio, S. Lorenzo, Albidona, L'Amandolara, Boteto, Montegiordano, La Canna, La Nuova e R. Imperiale (24 comuni). 10.7º: Castel Seracino, Carbone, La Calvara, Senise, Fardella, La Trana, Chiaromonte, Francavilla, Cort. di S. Nicola, Noja, Ab. del Sagittario, Agrimonte, S. Severino, Latronico, Episcopia (15 comuni). 10.8º: Lauria, Rivello, Castelluccio sopra e sotto, Aviglionello, La Rotonda, Mozzomano, S. Primo, Scalea, Casaleto, S. Nicola, Lusillo, Ajetta, Tortora, La Trechina, Moratice sopra e sotto, La Serra e Lagonegro (19 comuni). 10.9º: Belvedere, S.Genito, Bonifati, Manga la Vita, Cetraro, S. Litterata, Diamante, Buonvicino, Cirella, Machirati, Palocubara, Chrisaora, Bervicaro, Abbate Marco, Urso, Marso, Papasidoro e Laino (18 comuni). 10.10º: Belmonte, Amantea, Ajello, Pietramala, Altilia, La Posta, Rogliano, S. Stegano, Mangone, Belsito, Lucerisa, S. Pietro, Laghitello, Laco, Longobardo, S. Jasi, Falconara, S. Lucido, Paola, Fuscaldo, Guardia e Intavolata (22 comuni). |
| nº 11 "della Sagra" (Catanzaro)     | 10 Cantoni | - | |

## Esercito
L'Esercito della Repubblica Napolitana fu costituito con Disposizione del 25 fiorile Anno 7º (14 maggio 1799) ed era formato da:
- 4 Legioni,
  - ognuna formata da 3 Battaglioni,
    - ognuno formato da 9 Compagnie,
      - ognuna formata da 2 Plotoni,
        - ognuna formata da 2 Squadre,
          - ognuna formata da 2 Gruppi di Fuoco.

In specifico l'ordine di battaglia era il seguente, l'anzianità per i pari grado era data dalla posizione nella prima Unità dei primi Reparti:
- Esercito della Repubblica Napolitana (13.140 militari, comandata dal Cittadino Pasquale Matera)
  - 1ª Legione di Linea di Fanteria "la Sannita" (3.259 militari, comandata dal Capo di Legione Antonio Belpulzi)
    - 1 Capo di Legione Antonio Belpulzi
    - 1º Battaglione di Linea di Fanteria (1.086 militari, comandata dal Capo di Battaglione Domenico Santandres)
      - Stato Maggiore (6 militari, comandato dal Capo di Battaglione Domenico Santandres)
        - 1 Capo di Battaglione Domenico Santandres
        - 1 Aiutante Maggiore Teodoro Bardet
        - 1 Quartier Mastro Tesoriere
        - 1 Primo Chirurgo Agostino Turchi
        - 1 Secondo Chirurgo Giacomo Galiani
        - 1 Cappellano

      - Stato Minore (13 militari, comandato dall'Aiutante Antonio Gomez)
        - 1 Aiutante Antonio Gomez
        - 1 Tamburo Maggiore
        - 8 Istrumentisti
        - 1 Sartore
        - 1 Calzolaio
        - 1 Armiere

      - Compagnia di Granatieri (83 militari, comandata dal Capitano Baldassarre Landini)
        - Stato Maggiore (3 militari, comandato dal Capitano Baldassarre Landini)
          - 1 Capitano Baldassarre Landini
          - 1 Sergente Maggiore
          - 1 Caporale Foriere

        - 1º Plotone (40 militari, comandato dal Primo Tenente Gaetano Dentice)
          - Stato Maggiore (2 militari, comandato dal Primo Tenente Gaetano Dentice)
            - 1 Primo Tenente Gaetano Dentice
            - 1 Tamburo

          - 1ª Squadra (19 militari, comandata da un Sergente)
            - 1 Sergente
            - 1º Gruppo di Fuoco (9 militari, comandata da un Caporale)
              - 1 Caporale
              - 8 Granatieri

            - 2º Gruppo di Fuoco (9 militari, comandata da un Caporale)

          - 2ª Squadra (19 militari, comandata da un Sergente)

        - 2º Plotone (40 militari, comandato dal Secondo Tenente Giuseppe Gaston)

      - 1ª Compagnia di Fucilieri (123 militari, comandata dal Capitano Giovanni De Montau)
        - Stato Maggiore (3 militari, comandato dal Capitano Giovanni De Montau)
          - 1 Capitano Giovanni De Montau
          - 1 Sergente Maggiore
          - 1 Caporale Foriere

        - 1º Plotone (60 militari, comandato dal Primo Tenente Giuseppe Lopez)
          - Stato Maggiore (2 militari, comandato dal Primo Tenente Giuseppe Lopez)
            - 1 Primo Tenente Giuseppe Lopez
            - 1 Tamburo

          - 1ª Squadra (29 militari, comandata da un Sergente)
            - 1 Sergente
            - 1º Gruppo di Fuoco (14 militari, comandata da un Caporale)
              - 1 Caporale
              - 13 Fucilieri

            - 2º Gruppo di Fuoco (14 militari, comandata da un Caporale)

          - 2ª Squadra (29 militari, comandata da un Sergente)

        - 2º Plotone (60 militari, comandato dal Secondo Tenente Francesco Forni)

      - 2ª Compagnia di Fucilieri (Carlo Dopuy)
      - 3ª Compagnia di Fucilieri (Luigi Mira)
      - 4ª Compagnia di Fucilieri (...)
      - 5ª Compagnia di Fucilieri (...)
      - 6ª Compagnia di Fucilieri (Giovanni Macklin)
      - 7ª Compagnia di Fucilieri (Salvatore Bevilacqua)
      - 8ª Compagnia di Fucilieri (Colombo Andreassi)

    - 2º Battaglione di Linea di Fanteria (Giovan Battista Dumarteau)
    - 3º Battaglione di Linea di Fanteria (Angelo d'Ambrosio)

  - 2ª Legione di Linea di Fanteria "la Volturna" (...)
    - 1º Battaglione di Linea di Fanteria (Antonio Pineda)
    - 2º Battaglione di Linea di Fanteria (Francesco Rossi)
    - 3º Battaglione di Linea di Fanteria (Rocco Lentini)

  - 3ª Legione di Linea di Fanteria "la Salentina" (...)
    - 1º Battaglione di Linea di Fanteria (Pietro de Roche)
    - 2º Battaglione di Linea di Fanteria (Costantino Andruzzi)
    - 3º Battaglione di Linea di Fanteria (Giuseppe Foster)

  - 4ª Legione di Linea di Fanteria "la Lucana" (...)
    - 1º Battaglione di Linea di Fanteria (Giosuè Ritucci)
    - 2º Battaglione di Linea di Fanteria (Angelo Pescetti)
    - 3º Battaglione di Linea di Fanteria (Timoteo Bianchi)

  - Aggiunti Volontari (107 volontari)